# Erika Holzbaur
Pour les articles homonymes, voir Holzbaur.
Erika L F. Holzbaur (née en 1960) est une biologiste américaine qui est professeure de physiologie William Maul Measey à la Perelman School of Medicine de l'Université de Pennsylvanie. Ses recherches portent sur la dynamique de la motilité des organites le long du cytosquelette des cellules. Elle s'intéresse particulièrement aux mécanismes moléculaires qui sous-tendent les maladies neurodégénératives.

## Enfance et éducation
Holzbaur a grandi à Poughkeepsie, New York . Elle s'est intéressée à l'histoire américaine à l'adolescence et s'est notamment inspirée du défenseur des droits des femmes Frederick Douglass. En tant qu'étudiante de premier cycle, Holzbaur s'est spécialisée en histoire, mais est devenue fascinée par le tableau périodique et la chimie,. Elle est finalement diplômée du Collège de William et Mary avec une majeure en chimie et en histoire. Elle a complété un projet de recherche de premier cycle avec Melvyn Schiavelli. Holzbaur a déclaré qu'elle s'était intéressée à la biologie cellulaire lors de ses entretiens pour les études supérieures. Sa recherche doctorale à l'Université de Pennsylvanie portait sur des études de la voie ATPase de la dynéine axonémale, avec une thèse intitulée « Kinetic and thermodynamic investigations of the microtubule-dynein ATPase pathway » (1987). Elle a travaillé comme chercheuse postdoctorale à l'Université d'État de Pennsylvanie et à la Worcester Foundation for Biomedical Research (en). Au cours de ses recherches postdoctorales, Holzbaur a étudié la dynéine cytoplasmique. Elle était la première personne à cloner le P150 Glued, la plus grande sous - unité du complexe dynactine, et a continué à montrer comment cette sous - unité se fixe à microtubules,. Elle a reconnu que les protéines cytoplasmiques associées à la dynéine ressemblaient étroitement à un gène de la drosophile appelé Glued, connu pour provoquer une neurodégénération chez la mouche des fruits.

## Recherche et carrière
La recherche de Holzbaur examine la dynamique de la motilité des organites le long du cytosquelette des cellules. Elle a été nommée à la faculté de l'Université de Pennsylvanie en 1992. Holzbaur étudie diverses protéines motrices, notamment les dynéines, les myosines et les kinésines. Dans les axones des neurones, ces protéines motrices sont responsables du transport des organites sur des distances extraordinairement longues. Elle a découvert qu'une perturbation ciblée de l'interaction dynéine-dynctine peut entraîner la dégénérescence des motoneurones. Holzbaur a utilisé sa compréhension du transport axonal pour mieux comprendre les maladies neurodégénératives, notamment la maladie de Parkinson et la sclérose latérale amyotrophique ,,.

## Récompenses et honneurs
- Prix Pfizer pour l'excellence en recherche
- Professeure titulaire William Maul Measey [8]
- Membre de l'American Society for Cell Biology (en) [9]
- Prix d'enseignement Jane M. Glick [10]
- National Institutes of Health Javits Neuroscience Investigator Award [11]
- Bourse Keith R. Porter [12]
- Prix Sandra K. Masur pour la haute direction [3]
- Established Investigator par l' American Heart Association [13]

## Publications (sélection)
- (en) Sandra Maday, Alison E. Twelvetrees, Armen J. Moughamian et Erika L.F. Holzbaur, « Axonal Transport: Cargo-Specific Mechanisms of Motility and Regulation », Neuron, vol. 84, no 2,‎ octobre 2014, p. 292–309 (PMID 25374356, PMCID 4269290, DOI 10.1016/j.neuron.2014.10.019)

S. Maday, A.E. Twelvetrees, A.J. Moughamian , E.L. Holzbaur, « Axonal transport: cargo-specific mechanisms of motility and regulation », Neuron, vol. 84, no 2,‎ octobre 2014, p. 292–309 (PMID 25374356, PMCID 4269290, DOI 10.1016/j.neuron.2014.10.019)
- (en) Ram Dixit, Jennifer L Ross, Yale E Goldman et Erika L F Holzbaur, « Differential regulation of dynein and kinesin motor proteins by tau », Science, Amérique septentrionale, AAAS, vol. 319, no 5866,‎ 17 janvier 2008, p. 1086-1089 (ISSN 0036-8075 et 1095-9203, OCLC 1644869, PMID 18202255, PMCID 2866193, DOI 10.1126/SCIENCE.1152993).
- (en) Imke Puls, Catherine Jonnakuty, Bernadette H LaMonte, Erika L F Holzbaur, Mariko Tokito, Eric Mann, Mary Kay Floeter, Kimberly Bidus, Dennis Drayna, Shin J Oh, Robert H Brown, Christy L Ludlow et Kenneth H Fischbeck, « Mutant dynactin in motor neuron disease », Nature Genetics, NPG, vol. 33, no 4,‎ 10 mars 2003, p. 455-456 (ISSN 1061-4036 et 1546-1718, PMID 12627231, DOI 10.1038/NG1123).
- (en) Bernadette H LaMonte, Karen E Wallace, Beth A Holloway, Spencer S Shelly, Jennifer Ascaño, Mariko Tokito, Thomas Van Winkle, David S Howland et Erika L F Holzbaur, « Disruption of dynein/dynactin inhibits axonal transport in motor neurons causing late-onset progressive degeneration », Neuron, Cell Press et Elsevier, vol. 34, no 5,‎ 1er mai 2002, p. 715-727 (ISSN 0896-6273 et 1097-4199, OCLC 17223779, PMID 12062019, DOI 10.1016/S0896-6273(02)00696-7).